# D 535 (Türkei)
Die Straße D 535 (Devlet yolu 535) ist eine 39 km lange Straße in der europäischen Türkei.

## Verlauf
Die Straße beginnt an der Grenze zwischen Bulgarien und der Türkei am Grenzübergang Hamzabeyli Sınır Kapısı. Hier schließt sie an die bulgarische Republikstraße I-7 (Bulgarien) an. Sie führt nach Süden über Lalapaşa in die Provinzhauptstadt Edirne und kreuzt kurz vor dieser die Autobahn Otoyol 3 (Europastraße 80). In Edirne endet sie an der West-Ost-Achse der D 100.